# Базаров Семен Тарасович
Семе́н Тара́сович База́ров (1914—1985) — радянський дипломат, Надзвичайний і Повноважний Посол.

## Біографія
Народився у 1914 році. Член ВКП(б). 1938 року закінчив Саратовський юридичний інститут.
У 1939—1946 роках — співробітник центрального апарату Народного комісаріату закордонних справ СРСР; у 1946—1949 роках — радник Посольства СРСР у Швеції; у 1949—1950 роках — заступник начальника Договірно-правового управління Міністерства закордонних справ СРСР; з 1950 року — заступник завідувача Відділу країн Близького і Середнього Сходу Міністерства закордонних справ СРСР; у 1953 році — завідувач Відділу країн Близького і Середнього Сходу Міністерства закордонних справ СРСР; з 1953 року по 8 січня 1955 року — радник Посольства СРСР в Іраку; у 1957—1959 роках — заступник завідувача I Європейського відділу Міністерства закордонних справ СРСР; з 1959 року по червень 1962 року — завідувач I Європейського відділу Міністерства закордонних справ СРСР; з 4 червня 1962 року по 21 лютого 1968 року — Надзвичайний і Повноважний Посол СРСР у Мексиці.
Брав участь у роботі низки міжнародних конференцій і нарад. Помер у 1985 році.